# Palacio de Kampong Glam
El Palacio de Kampong Glam (en malayo: Istana Kampong Glam; en chino: 甘榜格南皇宫; en inglés: Kampong Glam Palace; también escrito Istana Kampong Gelam, es un antiguo palacio malayo en Singapur. Se encuentra cerca de Masjid Sultan en Kampong Glam. El palacio y sus anexos fueron reformados como parte del Centro del Patrimonio malayo en 2004.
El original Istana Kampong Glam fue construido por el sultán Shah Hussein de Johor en 1819 en un terreno de unas 23 hectáreas (57 acres) en Kampong Glam que había sido dadas a él por la Compañía Británica de las Indias Orientales.